# Contea di Livingston (Illinois)
La contea di Livingston ( in inglese Livingston County) è una contea dello Stato dell'Illinois, negli Stati Uniti. La popolazione al censimento del 2000 era di 39 678 abitanti. Il capoluogo di contea è Pontiac. Altri centri abitati sono Fairbury, Pontiac, Streator ed Ancona (Illinois).